# エドワード・ミドルトン・マニゴールト
エドワード・ミドルトン・マニゴールト（Edward Middleton Manigault、1887年6月14日 – 1922年8月31日）はカナダ、オンタリオ州生まれの画家である。おもにアメリカ合衆国のニューヨークで活動した。

## 略歴
カナダ、オンタリオ州のロンドンで生まれた。両親は南北戦争の後、サウスカロライナ州からオンタリオ州のロンドンに移ってきたアメリカ人だった。若い頃から絵の才能で知られ、18歳の時、ロンドンの町の公共の建物を絵はがきにするための原画を依頼された。
1905年にアメリカのニューヨークに移り、ニューヨーク美術学校（後のパーソンズ美術大学）に入学し、ロバート・ヘンライやケネス・ヘイズ・ミラーに学んだ。同級生にはエドワード・ホッパーやジョージ・ベローズ、ロックウェル・ ケントらがいた 。
1909年までに写実的なスタイルを離れ、ポスト印象派のスタイルで描くようになり、1909年にニューヨークの展覧会に出展し、1910年にロバート・ヘンライが企画した展覧会に出展した。1912年の春、イギリスとフランスに旅した。1913年にニューヨークなどで開かれた、ヨーロッパの作家とアメリカの作家による当時のさまざまな前衛的な美術作品を大規模に展示したアーモリーショーに作品が展示された一人となった。1914年にチャールズ・ダニエルの画廊で個展を開き評判になった 。当時の著名な美術収集家のジャン・ポール・ゲティやアーサー・ジェローム・エディに作品は買い上げられた。
第一次世界大戦が始まると、1915年にイギリス海外派遣軍の救急車のドライバーに志願した。結婚した2日後にヨーロッパに渡り、1915年の4月から11月の間、ベルギーの戦場に出た。11月に自らも毒ガスにさらされたために医療除隊の措置を受けた。この経緯が後の人生に体や精神の不調をもたらすことになったとされる。
アメリカに帰国後、ニューヨーク州のオナイダ郡の宗教的共同体、オナイダ・コミュニティでしばらく過ごした後、妻とロサンジェルスに移った。その後一人でサンフランシスコで活動し、この頃、それまでの自分の作品200点を廃棄するようなことをした。芸術的な知覚をえるために断食を始め、1922年8月、2週間の断食の後に健康状態が悪化し、病院に入院した後、1週間後に死亡した。35歳だった。

## 作品

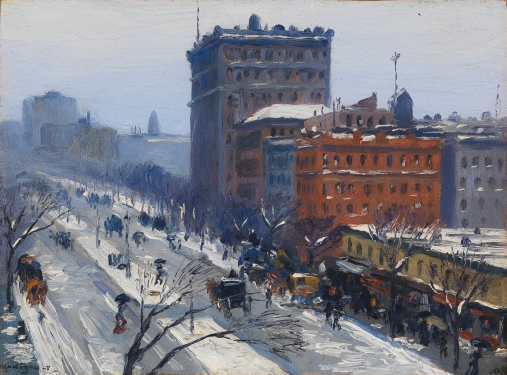
ニューヨークの風景(1908)
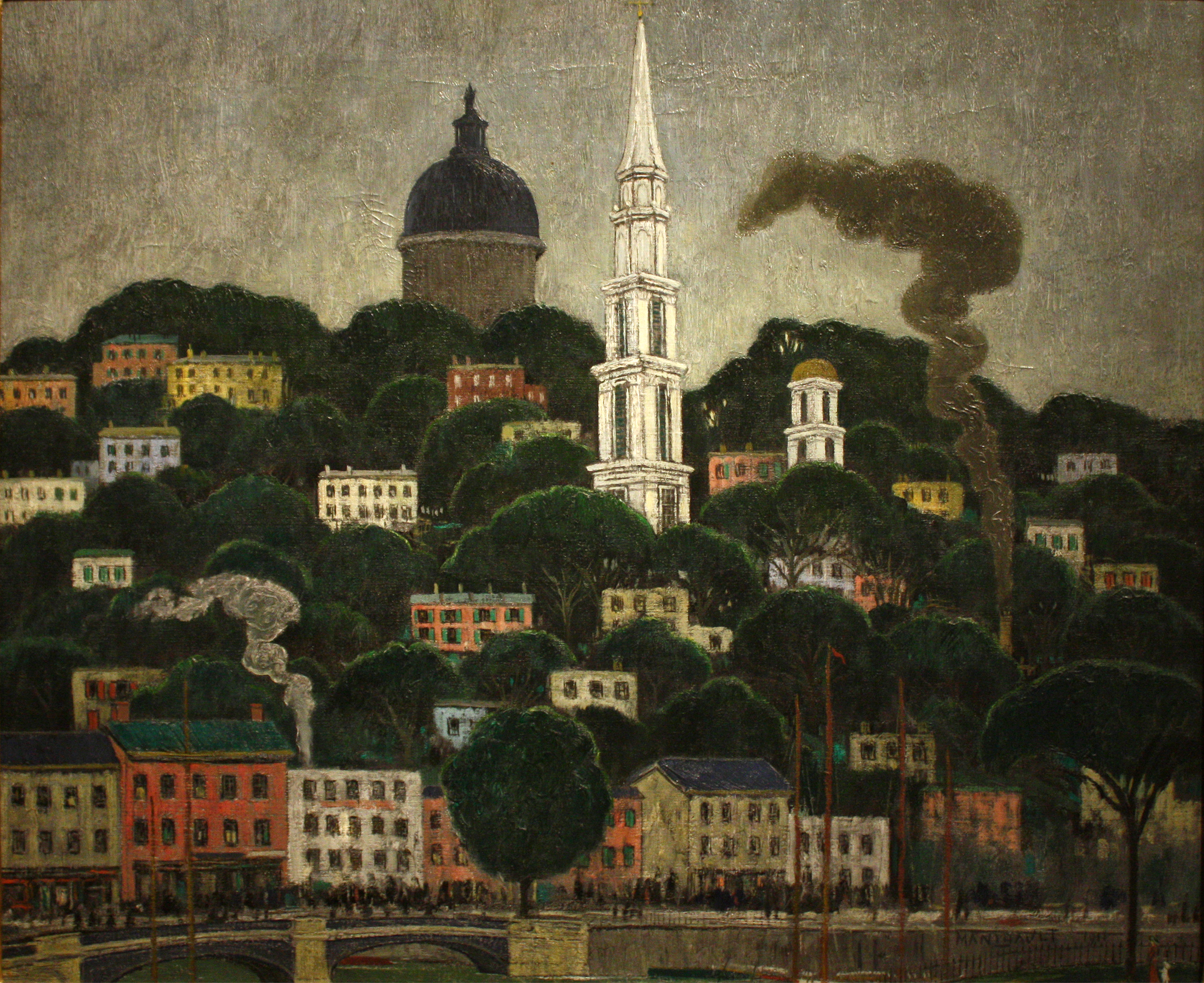
ニューイングランドの町 (1911)
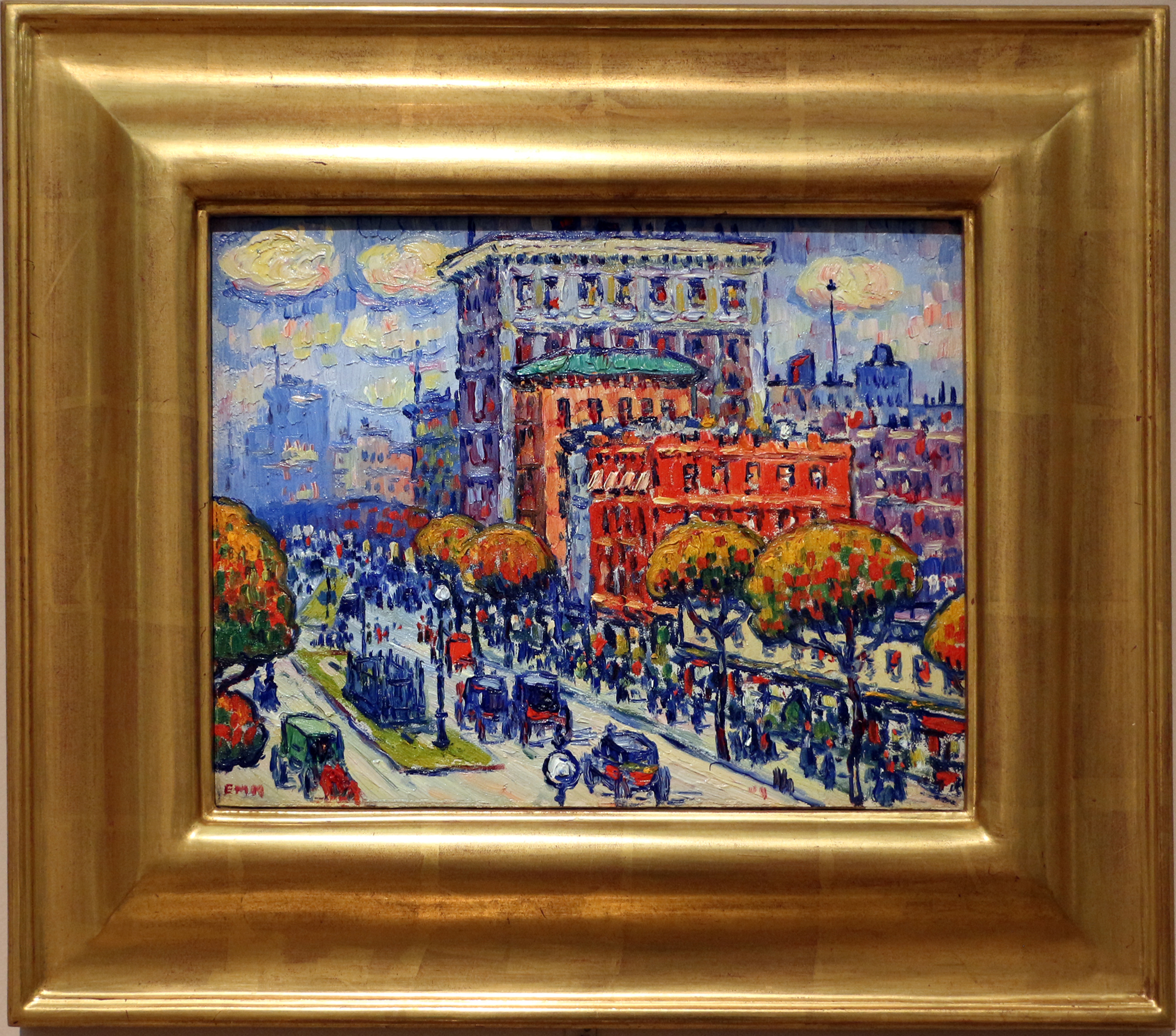
ブロードウェイ (1905-1914)

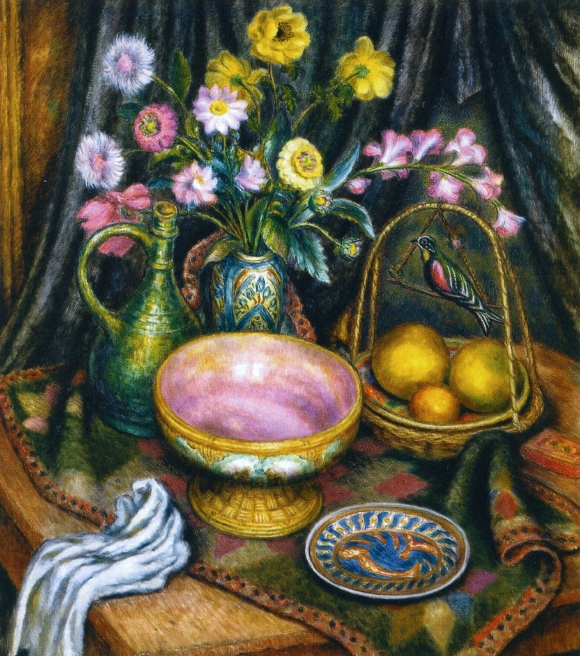
花のある静物画 (1918)
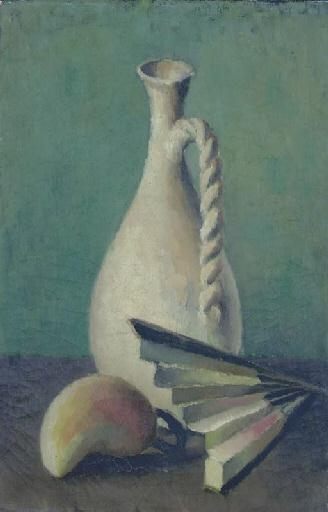
水差し、梨、扇子
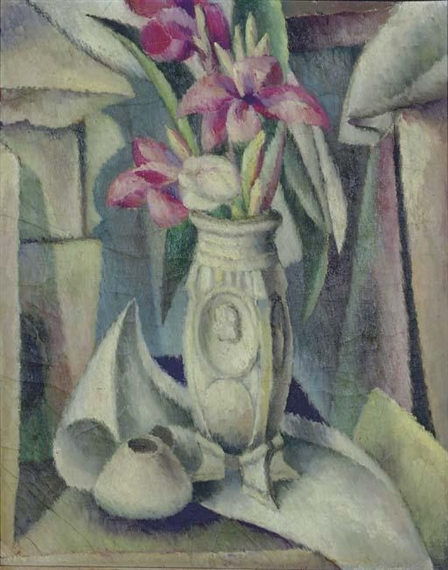
グラジオラス (c.1921/1922)
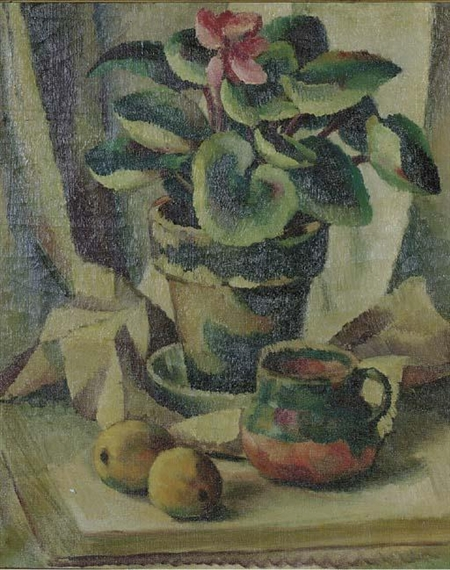
シクラメン(1922)